# Devarodes semidolens
Devarodes semidolens är en fjärilsart som beskrevs av Druce 1903. Devarodes semidolens ingår i släktet Devarodes och familjen mätare. Inga underarter finns listade i Catalogue of Life.